# 奇爾卡馬尤河
奇爾卡馬尤河（Chillcamayu）是秘魯的河流，位於該國南部庫斯科大區的坎奇斯省，發源自韋爾卡努塔山脈地區哈圖努馬山和瓦伊魯魯蓬庫山之間，最終注入烏魯班巴河。